# Куликов, Алексей Сергеевич
Алексе́й Серге́евич Кулико́в ( род. 11 февраля 1994) — российский кёрлингист.
Мастер спорта России (кёрлинг, 2015).
В составе мужской сборной России выступал на чемпионате Европы 2018.

## Достижения
- Чемпионат России по кёрлингу среди мужчин: золото (2022), серебро (2017, 2021), бронза (2016, 2018).
- Кубок России по кёрлингу среди мужчин: золото (2020, 2022), серебро (2016[4]), бронза (2021, 2023).
- Чемпионат России по кёрлингу среди смешанных команд: бронза (2014).
- Кубок России по кёрлингу среди смешанных пар: серебро (2015, 2020).

## Команды
| Сезон                                               | Четвёртый            | Третий              | Второй             | Первый             | Запасной                                                                        | Турниры                                                 |
| --------------------------------------------------- | -------------------- | ------------------- | ------------------ | ------------------ | ------------------------------------------------------------------------------- | ------------------------------------------------------- |
| 2010—11                                             | Михаил Васьков       | Александр Коршунов  | Алексей Куликов    | Дмитрий Антипов    | Павел Мишин                                                                     | КРМ 2010 (13 место)                                     |
| 2011—12                                             | Михаил Васьков       | Алексей Куликов     | Александр Коршунов | Павел Мишин        | Кирилл Савенков                                                                 | ЧРМ 2012 (10 место) (2 место гр. Б)                     |
| 2012—13                                             | Михаил Васьков       | Алексей Куликов     | Александр Коршунов | Павел Мишин        |                                                                                 | ЧРМ 2013 (12 место) (4 место гр. Б)                     |
| 2013—14                                             | Михаил Васьков       | Александр Коршунов  | Алексей Куликов    | Павел Мишин        |                                                                                 | КРМ 2013 (5 место)                                      |
| 2014—15                                             | Александр Кириков    | Вадим Школьников    | Александр Кузьмин  | Алексей Куликов    |                                                                                 |                                                         |
| 2015—16                                             | Александр Ерёмин     | Михаил Васьков      | Алексей Тузов      | Алексей Куликов    |                                                                                 | ЧРМ 2016                                                |
| 2016—17                                             | Александр Ерёмин     | Михаил Васьков      | Алексей Тузов      | Алексей Куликов    | Кирилл Савенков                                                                 | КРМ 2016                                                |
| 2016—17                                             | Алексей Куликов      | Алексей Тузов       | Александр Ерёмин   | Михаил Васьков     | Пётр Кузнецов                                                                   | ЧРМ 2017                                                |
| 2017—18                                             | Михаил Васьков       | Алексей Тузов       | Пётр Кузнецов      | Алексей Куликов    |                                                                                 | КРМ 2017 (5 место)                                      |
| 2017—18                                             | Александр Ерёмин     | Алексей Куликов     | Алексей Тузов      | Михаил Васьков     | Пётр Кузнецов                                                                   | ЧРМ 2018                                                |
| 2018—19                                             | Михаил Васьков       | Алексей Тузов       | Пётр Кузнецов      | Алексей Куликов    | Антон Калалб (ЧЕ) тренеры: Александр Козырев (ЧЕ, ЧРМ), Анна Грецкая (ЧЕ, ЧРМ)  | ЧЕ 2018 (7 место) КРМ 2018 (9 место) ЧРМ 2019 (5 место) |
| 2019—20                                             | Михаил Васьков       | Алексей Куликов     | Пётр Кузнецов      | Кирилл Савенков    |                                                                                 | КРМ 2019 (10 место)                                     |
| 2020—21                                             | Александр Ерёмин     | Михаил Васьков      | Алексей Тузов      | Алексей Куликов    | Кирилл Савенков (КРМ), Пётр Кузнецов (ЧРМ) тренеры: А.Д. Грецкая, Д.Н. Степанов | КРМ 2020 · ЧРМ 2020 (5 место)                           |
| 2020—21                                             | Михаил Васьков       | Алексей Тузов       | Пётр Кузнецов      | Алексей Куликов    | Кирилл Савенков тренеры: А.Д. Грецкая, Д.Н. Степанов                            | ЧРМ 2021                                                |
| 2021—22                                             | Александр Ерёмин     | Алексей Тузов       | Пётр Кузнецов      | Алексей Куликов    | Кирилл Савенков тренеры: А.Д. Грецкая, Д.Н. Степанов                            | КРМ 2021                                                |
| 2021—22                                             | Александр Ерёмин     | Михаил Васьков      | Алексей Тузов      | Алексей Куликов    | Пётр Кузнецов тренеры: А.Д. Грецкая, Д.Н. Степанов                              | ЧРМ 2022                                                |
| 2022—23                                             | Михаил Васьков       | Александр Ерёмин    | Алексей Тузов      | Алексей Куликов    | Пётр Кузнецов тренеры: А.Д. Грецкая (КРМ, ЧРМ), Д.Н. Степанов (ЧРМ)             | КРМ 2022 · ЧРМ 2023 (6 место)                           |
| 2023—24                                             | Михаил Васьков       | Александр Ерёмин    | Алексей Тузов      | Алексей Куликов    | Пётр Кузнецов тренер: А.Д. Грецкая                                              | КРМ 2023                                                |
| 2024—25                                             | Александр Ерёмин     | Кирилл Суровов      | Алексей Куликов    | Дмитрий Грецкий    | Михаил Мельников тренеры: В.Н. Гудин, А.Д. Грецкая                              | КРМ 2024 (9 место)                                      |
| 2024—25                                             | Александр Ерёмин     | Алексей Тузов       | Кирилл Суровов     | Алексей Куликов    | Дмитрий Грецкий тренеры: В.Н. Гудин, А.Д. Грецкая                               | ЧРМ 2025 (5 место)                                      |
| Кёрлинг среди смешанных команд (mixed curling)      |                      |                     |                    |                    |                                                                                 |                                                         |
| 2008—09                                             | Дмитрий Антипов      | Марина Калинина     | Алексей Куликов    | Марина Веренич     |                                                                                 | ЧРСК 2009 (21 место)                                    |
| 2009—10                                             | Марина Калинина      | Михаил Васьков      | Дарья Морозова     | Александр Коршунов | Елена Ушакова Алексей Куликов                                                   | ЧРСК 2010 (9 место)                                     |
| 2010—11                                             | Дмитрий Дмитриевский | Анастасия Скултан   | Алексей Куликов    | Анна Грецкая       | Дмитрий Антипов, Татьяна Лукина                                                 | КРСК 2010 (13 место)                                    |
| 2010—11                                             | Михаил Васьков       | Анастасия Москалёва | Александр Коршунов | Марина Веренич     | Алексей Куликов                                                                 | ЧРСК 2011 (7 место)                                     |
| 2011—12                                             | Алексей Куликов      | Марина Вдовина      | Александр Ерёмин   | Дарья Морозова     |                                                                                 | КРСК 2011 (14 место)                                    |
| 2012—13                                             | Василий Тележкин     | Дарья Морозова      | Алексей Куликов    | Анна Грецкая       |                                                                                 | ЧРСК 2013 (4 место)                                     |
| 2013—14                                             | Василий Тележкин     | Дарья Морозова      | Алексей Куликов    | Марина Вдовина     | Алексей Тузов                                                                   | ЧРСК 2014                                               |
| 2014—15                                             | Василий Тележкин     | Дарья Морозова      | Алексей Куликов    | Марина Вдовина     |                                                                                 | КРСК 2014 (7 место)                                     |
| 2014—15                                             | Алексей Куликов      | ?                   | ?                  | ?                  |                                                                                 | ЧРСК 2015 (11 место)                                    |
| 2016—17                                             | Михаил Васьков       | Анастасия Москалёва | Алексей Куликов    | Дарья Стёксова     |                                                                                 | ЧРСК 2017 (7 место)                                     |
| 2017—18                                             | Анастасия Москалёва  | Михаил Васьков      | Ольга Котельникова | Алексей Куликов    |                                                                                 | ЧРСК 2018 (9 место)                                     |
| Кёрлинг среди смешанных пар (mixed doubles curling) |                      |                     |                    |                    |                                                                                 |                                                         |
| 2011—12                                             | Алексей Куликов      | Марина Вдовина      |                    |                    |                                                                                 | КРСП 2011 (14 место) ЧРСП 2012 (19 место)               |
| 2012—13                                             | Алексей Куликов      | Ольга Котельникова  |                    |                    |                                                                                 | ЧРСП 2013 (13 место)                                    |
| 2013—14                                             | Алексей Куликов      | Ольга Котельникова  |                    |                    |                                                                                 | ЧРСП 2014 (9 место)                                     |
| 2014—15                                             | Алексей Куликов      | Ольга Котельникова  |                    |                    |                                                                                 | ЧРСП 2015 (4 место)                                     |
| 2015—16                                             | Алексей Куликов      | Ольга Котельникова  |                    |                    |                                                                                 | КРСП 2015                                               |
| 2015—16                                             | Влада Румянцева      | Алексей Куликов     |                    |                    |                                                                                 | ЧРСП 2016 (9 место)                                     |
| 2016—17                                             | Влада Румянцева      | Алексей Куликов     |                    |                    |                                                                                 | КРСП 2016 (4 место) ЧРСП 2017 (13 место)                |
| 2017—18                                             | Ольга Котельникова   | Алексей Куликов     |                    |                    |                                                                                 | ЧРСП 2018 (17 место)                                    |
| 2018—19                                             | Ольга Котельникова   | Алексей Куликов     |                    |                    |                                                                                 | ЧРСП 2019 (4 место)                                     |
| 2019—20                                             | Ксения Шевчук        | Алексей Куликов     |                    |                    |                                                                                 | КРСП 2019 (14 место)                                    |
| 2020—21                                             | Ольга Котельникова   | Алексей Куликов     |                    |                    |                                                                                 | КРСП 2020                                               |
| 2021—22                                             | Ольга Котельникова   | Алексей Куликов     |                    |                    | тренеры: А.Д. Грецкая, Д.Н. Степанов                                            | ЧРСП 2022 (14 место)                                    |
| 2022—23                                             | Ольга Котельникова   | Алексей Куликов     |                    |                    | тренеры: А.Д. Грецкая, Т.А. Лукина                                              | ЧРСП 2023 (32 место)                                    |
| 2023—24                                             | Ольга Котельникова   | Алексей Куликов     |                    |                    | тренеры: А.Д. Грецкая, А.В. Стукальский                                         | ЧРСП 2024 (27 место)                                    |

(скипы выделены полужирным шрифтом)